# Путятин, Иван Семёнович (ум. 1624)
Князь Иван Семёнович Путятин (ум. 1624) — русский военный и государственный деятель 1610-1620-х годов.
Сын Семёна Ивановича. В марте 1611 года жители Владимира послали его в Казань с грамотой, в которой призывали казанцев к освобождению Москвы от поляков. В 1613 году он подписался, в числе выборных дворян от Арзамаса, под грамотой об избрании на царство Михаила Фёдоровича Романова. В 1614 году был воеводой в Уржуме. В 1615 году собирал дворян и детей боярских в Арзамасе, перед походом на казанских татар и на луговую черемису. В 1618 году был объезжим головой для береженья от огня в Москве от Неглинной до Покровской улицы. В 1619 году упоминается как дворянин московский, и был послан из Москвы, во время осады её польским королевичем Владиславом, для сбора ратных людей в Ярославле. В 1621 году был воеводой на Опочке, а в 1622—1624 годах — в Коломне, где и умер в мае 1624 года.